# Turing (микроархитектура)
Turing — микроархитектура графических процессоров десктопного уровня, это упрощённый вариант микроархитектуры профессиональных графических процессоров класса Server/Datacenter Volta, разработанная корпорацией NVIDIA Corporation в качестве преемника микроархитектуры Pascal. Названа в честь английского математика Алана Тьюринга.
Была анонсирована в октябре 2018 на конференции SIGGRAPH 2018. Turing используется в графических процессорах GeForce 20, GeForce 16, Quadro и в Tesla T4. На смену Turing пришла микроархитектура Ampere, представленная в сентябре 2020 года.

## Подробности о микроархитектуре Turing
- Контроллер с поддержкой GDDR6 памяти
- Поддержка PureVideo
- Набор функций J-декодирования аппаратного видео
- GPU Boost 4
- VirtualLink, Виртуальная реальность

## Инновации Turing
- Архитектура Turing оснащена специальными процессорами для трассировки лучей — ядрами RT. Они ускоряют расчеты перемещения света и звука в 3D-средах до 10 миллиардов лучей в секунду. Turing позволяет осуществлять трассировку лучей в реальном времени до 25 раз быстрее по сравнению с предыдущим поколением GPU NVIDIA Pascal™, а финальный рендеринг эффектов в фильмах более чем 30 раз быстрее по сравнению с CPU
- Turing оснащена новыми тензорными ядрами; эти процессоры ускоряют тренировку и инференс глубоких нейронных сетей, обеспечивая до 500 трлн тензорных операций в секунду. Данный уровень производительности существенно ускоряет такие функции на базе искусственного интеллекта, как шумоподавление, масштабирование разрешения и изменение скорости видео, а также позволяет быстрее создавать приложения с новыми производительными возможностями.
- Архитектура Turing существенно улучшает производительность растеризации по сравнению с предыдущим поколением GPU Pascal благодаря улучшенным процессам обработки графики и программируемым технологиям шейдинга. Технологии включают в себя Variable-Rate Shading, Texture-Space Shading и Multi-View Rendering, которые обеспечивают более гибкую интерактивность работы с большими моделями и сценами, а также улучшенными возможностями в VR.
- GPU на базе архитектуры Turing оснащены новым мультипотоковым процессором, который поддерживает до 16 трлн операций с плавающей точкой параллельно с 16 трлн целочисленных операций в секунду. Разработчики могут использовать до 4608 ядер CUDA с поддержкой NVIDIA CUDA 10 и SDK FleX и PhysX, создавая сложные симуляции частиц или динамики жидкостей для научной визуализации, виртуальных сред и эффектов.

## Графические процессоры NVIDIA с применением микроархитектуры Turing (для настольных ПК)
- Tesla T4, за исключением RT-ядер, отвечающих за трассировку лучей
- Quadro RTX 4000
- Quadro RTX 5000
- Quadro RTX 6000
- Quadro RTX 8000
- Quadro RTX T400
- Quadro RTX T600
- Quadro RTX T1000
- GeForce RTX 2080 Ti
- GeForce RTX 2080 Super
- GeForce RTX 2080
- GeForce RTX 2070 Super
- GeForce RTX 2070
- GeForce RTX 2060 Super
- GeForce RTX 2060
- GeForce GTX 1660 Ti, за исключением тензорных ядер, отвечающих за искусственный интеллект (DLSS) и RT-ядер, отвечающих за трассировку лучей
- GeForce GTX 1660 Super, за исключением тензорных ядер, отвечающих за искусственный интеллект (DLSS) и RT-ядер, отвечающих за трассировку лучей
- GeForce GTX 1660, за исключением тензорных ядер, отвечающих за искусственный интеллект (DLSS) и RT-ядер, отвечающих за трассировку лучей
- GeForce GTX 1650 Super, за исключением тензорных ядер, отвечающих за искусственный интеллект (DLSS) и RT-ядер, отвечающих за трассировку лучей
- GeForce GTX 1650 GDDR6, за исключением тензорных ядер, отвечающих за искусственный интеллект (DLSS) и RT-ядер, отвечающих за трассировку лучей
- GeForce GTX 1650 GDDR5, за исключением тензорных ядер, отвечающих за искусственный интеллект (DLSS) и RT-ядер, отвечающих за трассировку лучей
- GeForce GTX 1630, за исключением тензорных ядер, отвечающих за искусственный интеллект (DLSS) и RT-ядер, отвечающих за трассировку лучей

## Тензорные ядра Turing
Тензорные ядра Turing являются улучшенными ядрами Volta. Они нужны для выполнения задач с применением искусственного интеллекта. Эти блоки поддерживают расчеты в режимах INT8, INT4 и FP16 при работе с массивами матричных данных для глубокого обучения в реальном времени. Каждое тензорное ядро выполняет до 64 операций с плавающей запятой, используя входные данные формата FP16.

## Сглаживание Deep Learning Super-Sampling (DLSS)
В видеокартах с поддержкой микроархитектуры Turing (за исключением GeForce 16) представлено новое сглаживание DLSS (англ. Deep Learning Super-Sampling). DLSS является развитием сглаживания TAA (англ. Temporal anti-aliasing) с использованием новых интеллектуальных возможностей Turing. DLSS использует специально обученную нейронную сеть для более быстрой и качественной выборки. Новый метод дает четкую картинку при ещё меньших затратах производительности.